# كابيله
كابيله Kapelle  هي مدينة وبلدية بمقاطعة زيلند جنوب هولندا.

## طوبوغرافيا
خريطة طوبوغرافية هولندية لبلدية كابيله، يونيو 2015، (تقرأ بعد ثلاث نقرات على الخريطة).

## وصلات خارجية
- الموقع الرسمي